# Emilio Estrada Icaza
Emilio Estrada (Guayaquil em 26 de junho de 1926 — 1961, Guayaquil) foi um arqueólogo equatoriano. Era filho de Víctor Emilio Estrada Sciacaluga e Isabel Icaza. Estudou na Baylor Academy de Chatanoga, nos Estados Unidos e depois continuou com a carreira de Economista na Wharton School of Finance and Commerce da Universidade de Pensilvânia, onde permaneceu até 1937. Retornou a Guayaquil sem graduar para trabalhar em algumas empresas. Entre 1951 e 1952, Estrada começou o desenvolvimento da sua afição pela arqueología. Depois de encontrar alguns restos de cerâmica pré-colombiana, foi visitar o prefessor Francisco Huerta Rendón e ao arqueólogo Carlos Zevallos Mendes para obter informação sobre o passado do litoral equatoriano. Assim foi aprendendo tudo sobre uma ciência que se converteu na sua paixão. Em 1954 viajou a Washington para se encontrar com os esposos Betty Meggers e Clifford Evans do Smithsonian Institute. Junto com eles voltou para Guayaquil e fez vários estudos e escavações arqueológicas. Graças ao seu trabalho (mais de 1500 escavações no litoral todo), hoje tem-se mais informação das culturas Valdivia - descoberta por ele em 1956 -, Machalilla e Chorrera.